# XI Всемирный фестиваль молодёжи и студентов
XI Всемирный фестиваль молодёжи и студентов (ВФМС) прошёл с 28 июля по 5 августа 1978 года в Гаване, столице Кубы. В нём приняло участие 18 500 человек из 145 стран мира. Организаторы: Всемирная федерация демократической молодёжи, Международный союз студентов и Союз молодых коммунистов Кубы. Первый ВФМС, который прошёл в Западном полушарии.
Девиз фестиваля: «За антиимпериалистическую солидарность, мир и дружбу!».

## История
Предложение провести XI ВФМС на Кубе было выдвинуто руководством Коммунистической партии Кубы и делегатами III съезда Союза молодых коммунистов, и поддержано на X Генеральной ассамблее Всемирной федерации демократической молодежи, состоявшейся в Варне (Народная республика Болгария) в ноябре 1974 года.
Фестиваль открылся 28 июля 1978 года, когда колонны молодёжи со всего мира, прибывшей на Кубу, прошли маршем по улицам Гаваны до «Эстадио Латиноамерикано», где участников фестиваля приветствовали Фидель Кастро, Рауль Кастро и Блас Рока (они же выступили и на церемонии закрытия ВФМС). В ходе фестиваля его участники провели ряд культурно-просветительских мероприятий, в том числе посетили Музей Революции. Завершился фестиваль 5 августа многочисленной демонстрацией на площади Революции у мемориала Хосе Марти в поддержку Кубинской революции и против блокады острова со стороны США.